# Antiklos
Antiklos was een Griekse soldaat die zich samen met Odysseus en Agamemnon in het paard van Troje verborg toen het binnen de muren van Troje werd gesleept. 
De wantrouwige Helena vermoedde een list en liep rond het paard terwijl ze de stemmen nabootste van de liefjes en echtgenoten van de soldaten in de buik van het paard. Antiklos was de enige die niet kon weerstaan. Hij wilde roepen, maar Odysseus sloot Antiklos' mond met zijn handen en redde zo zijn metgezellen. Andere versies van het verhaal, zoals die van de dichter Triphiodoros,  zeggen dat de held Antiklos zo stevig vasthield dat hij gewurgd werd. 